# Nebetnehat
Nebetnehat ("Senyora de l'arbre sicòmor"; el nom era un dels atributs de la deessa Hathor) va ser una reina egípcia durant la XVIII dinastia.
Era la Gran Esposa Reial d’un faraó no identificat. El seu nom només es coneix a partir d’un fragment canopi d’alabastre trobat a la Vall de les Reines. El vas canopi formava part d’una troballa coneuda com l Tomba de les Princeses.
Pel fet que ostentava el títol de Gran Esposa Reial, podria haver estat algú relativament proper d'Amenhotep III, potser una filla o a alguna altra parenta femenina.